# Torre de la Ermita
La torre de la Ermita, del municipio de Serra, en la comarca del Campo del Turia, provincia de Valencia; también conocida como Torreta del Calvario, que se encuentra ubicada en la parte alta de la metada localidad, junto al Calvario, está catalogada como Bien de interés cultural, con número de anotación ministerial: R-I-51-0010796, y fecha de anotación tres de junio de 2002.

## Descripción histórico-artística
La torre tiene origen musulmán y se considera, por su emplazamiento, que perteneció al sistema de alerta de la zona comprendida entre los municipios de Olocau y Gátova, así como vigía, con las torres Ría y Satareña, del castillo de Serra. Actualmente se encuentra en ruinas (conservándose la mayor parte del cuerpo principal, aunque está desmochada), pese a lo cual se puede afirmar que tenía planta cuadrada y estaba construida de mampostería y sillarejo. La torre se encuentra en el punto más alto de la población, junto a la ermita dedicada a San José y a la Santa Cruz.